# Masdevallia trifurcata
Masdevallia trifurcata är en orkidéart som beskrevs av Carlyle August Luer. Masdevallia trifurcata ingår i släktet Masdevallia och familjen orkidéer. Inga underarter finns listade i Catalogue of Life.